# Francesco Lacedelli
Francesco Lacedelli, detto Checo da Melères (Cortina d'Ampezzo, 29 gennaio 1796 – Cortina d'Ampezzo, 30 agosto 1886), è stato un alpinista italiano con cittadinanza austro-ungarica, conquistatore in compagnia di Paul Grohmann di alcune delle principali vette delle Dolomiti.

## Biografia
Francesco Lacedelli nasce a Meleres, una piccola frazione di Cortina d'Ampezzo, nel 1796 da una famiglia di contadini. A soli tredici anni, nel 1809, è costretto ad andare in guerra contro i francesi nelle guerre napoleoniche, durante il periodo detto della quinta coalizione, impresa che ripeterà nel 1814 a diciott'anni nel periodo chiamato della sesta coalizione.
Servizio militare a parte rimane contadino fino al 1848, anno in cui entra a far parte della milizia ampezzana, dalla quale si congederà abbandonando definitivamente la carriera militare nel 1859. In seguito al congedo si dedica alla professione di orologiaio, come i suoi zii prima di lui. Ebbe due mogli, Maddalena Menardi e Maria Gillarduzzi, da cui ebbe cinque figlie femmine.
Nel 1862, all'età di sessantasei anni, conosce l'alpinista Paul Grohmann che ricercava tra i cacciatori di camosci di Cortina d'Ampezzo, quale lui era, una guida esperta del territorio. Grohmann, che allora era segretario dell'Oesterreichischer Alpenverein (Club Alpino Austriaco) scelse proprio Lacedelli come sua prima guida, e gli conferirà nel 1864 il primo "Libretto di Guida", ovvero la prima licenza a esercitare la professione di guida alpina nel territorio comunale di Cortina d'Ampezzo.

## Vette conquistate per primo
| Vetta           | Data              | Cordata                                                         |
| --------------- | ----------------- | --------------------------------------------------------------- |
| Tofana di mezzo | 1863              | Paul Grohmann                                                   |
| Pelmo           | 6 settembre 1863  | Paul Grohmann, Alessandro Lacedelli, Luigi e Melchiorre Zuliani |
| Antelao         | 18 settembre 1863 | Paul Grohmann, Alessandro Lacedelli e Matteo Ossi               |
| Tofana di Rozes | 29 agosto 1864    | Paul Grohmann, Santo Siorpaes e Angelo Dimai                    |
| Croda Marcora   | 2 settembre 1864  | solo                                                            |
| Sorapis         | 16 settembre 1864 | Paul Grohmann, Angelo Dimai                                     |